# سانتا صوفيا ديبيرو
سانتا صوفيا ديبيرو(Santa Sofia d'Epiro) بالألبانية (Shën Sofia e Epirit) ،هي بلدة ومدينة في البانيا Arbëresh ضمن مقاطعة كزنسة ( Cosenza) في منطقة كالابريا في جنوب إيطاليا.
يحد المدينة أكري و بيسينيانو في جنوبها، سان ديميتريو كورونيفي شرقها وتارسيا في شمالها.

## الناس
- الكاتب أنجيلو ماسي (1758-1821)